# Булье, Август
Август Булье (фр. Auguste Boullier; 1833—1898) — французский писатель и политический деятель.
Август Булье родился 22 февраля 1833 года в городе Роане расположенном во французском департаменте Луара.
Он много путешествовал по европейским странам: Италии, Германии, Англии, побывал также в Азии и Африке. 
В 1871 году он был избран депутатом во французский парламент от родного департамента и, придерживаясь правоцентристских взглядов, занимал эту должность до 1875 года.
Август Булье умер 30 апреля 1898 года в родном городе. Оставил после себя несколько заметных литературных трудов.

## Избранная библиография
- «Essai sur l’histoire de la civilisation en Italie» (Париж, 1861, 2 тома);
- «Le Dialecte et les chants populaires de la Sardaigne» (Париж, 1864);
- «l’Ile de Sardaigne, description, statistique, moeurs, ètat social» (Париж, 1865);
- «Études de politique et d’histoire ètrangères» (Париж, 1870);
- «L'art vénitien : architecture, sculpture, peinture»  (Париж, 1870);
- «Un Roi et un Conspirateur; Victor-Emmanuel et Mazzini, leurs négociations secrètes et leur politique, suivi de M. de Bismarck et Mazzini, d’après des documents nouveaux» (Париж, 1885).